# ليزلي فيتزباتريك
ليزلي فيتزباتريك (بالإنجليزية: Leslie Fitzpatrick)‏ (11 نوفمبر 1978 في ترينيداد وتوباغو - ) هو لاعب كرة قدم أمريكي في مركز الدفاع. شارك مع منتخب ترينيداد وتوباغو لكرة القدم. أما مع النوادي، فقد لعب مع دبليو كونكشن وريال سالت ليك وPuerto Rico Islanders ‏ وRochester Rhinos ‏ وCincinnati Riverhawks ‏ وColumbus Shooting Stars ‏ وأتلانتا سيلفرباكس.

## وصلات خارجية
- ليزلي فيتزباتريك على موقع الدوري الأمريكي (الإنجليزية)
- ليزلي فيتزباتريك على موقع قاعدة بيانات كرة القدم.إي يو (الإنجليزية)
- ليزلي فيتزباتريك على موقع ناشيونال فوتبول تيمز (الإنجليزية)